# Blindage gravitationnel
Le blindage gravitationnel est un processus hypothétique de protection d’un objet contre l’influence d’un champ gravitationnel. De tels procédés, s’ils existaient, auraient pour effet de réduire le poids d’un objet. La forme de la zone protégée serait semblable à une ombre du bouclier gravitationnel. Par exemple, celle au-dessus d’un disque serait conique. La hauteur du sommet du cône au-dessus du disque varierait directement avec la hauteur du disque de protection au-dessus de la Terre. Les données expérimentales disponibles à ce jour indiquent qu’un tel effet n’existe pas. Le blindage gravitationnel est considéré comme une violation du principe d’équivalence et donc incompatible avec la théorie newtonienne et la relativité générale. 
Le concept de protection contre la gravité est un concept courant dans la littérature de science-fiction, en particulier celles narrant des voyages dans l'espace. L'un des premiers et des plus connus exemples est la cavorite, matériau opaque à la gravitation qui apparaît dans le roman classique de 1901 de HG Wells, Les Premiers Hommes dans la Lune. Il fut rapidement critiqué pour l'avoir utilisé par Jules Verne, lui-même auteur d'une duologie littéraire narrant un voyage lunaire : De la Terre à la Lune (1865) et Autour de la Lune (1869).

## Tests du principe d'équivalence
En 2008, aucune expérience n'avait permis de détecter des résultats positifs de blindage. Pour quantifier l'ampleur de ce blindage, le physicien italien Quirino Majorana a suggéré, au début du XXe siècle, un coefficient d'extinction h qui modifie la loi de la force gravitationnelle de Newton comme suit :
{\displaystyle F={\frac {GMm}{r^{2}}}e^{-h\int \rho (r)dr}}
Les meilleures mesures de laboratoire ont établi une limite supérieure pour le blindage de 4,3×10 −15 m 2 /kg. La meilleure estimation basée sur les données d'anomalies gravitationnelles les plus précises au cours de l'éclipse solaire de 1997 a fourni une nouvelle contrainte sur le paramètre de protection 6×10 −19 m 2 /kg. Cependant, les observations astronomiques imposent des limites beaucoup plus strictes. Sur la base d'observations lunaires disponibles en 1908, Poincaré  a établi que « h » ne peut pas être supérieur à 10 −18 m 2 /kg. Par la suite, cette limite a été grandement améliorée. Donald H. Eckhardt a montré que les données de télémétrie lunaire impliquent une limite supérieure de 10 −22 m 2 /kg, et Williams, et al., ont amélioré cela à h = (3 ± 5)×10 −22 m 2 /kg. Notez que la valeur est inférieure à l’incertitude. La conséquence des résultats négatifs de ces expériences (qui sont en bon accord avec les prédictions de la relativité générale) est que toute théorie qui contient des effets de protection comme la théorie de la gravitation de Le Sage, doit réduire ces effets à un niveau indétectable. Pour un examen des limites expérimentales actuelles sur un éventuel blindage gravitationnel, voir l'article par trois physiciens : le Brésilien Orfeu Bertolami, le Portugais Jorge Páramos et le Russe Slava Turyshev (en). De plus, pour une discussion des observations récentes lors des éclipses solaires, voir l'article coécrit par C. S. Unnikrishnan, A. K. Mohapatra et G. T. Gillies.

## Les expériences de Majorana et les critiques de Russell
Certaines expériences de blindage ont été menées au début du XXe siècle par Quirino Majorana,. Il a affirmé avoir mesuré des effets de protection positifs. Toutefois, l'analyse des forces de marée par Henry Norris Russell a montré que les résultats positifs de Majorana n'avaient rien à voir avec le blindage gravitationnel. Pour amener les expériences de Majorana à suivre le principe d'équivalence de la relativité générale, il a proposé un modèle dans lequel la masse d'un corps est diminuée par la proximité d'un autre corps. Mais il a nié tout lien entre le blindage gravitationnel et sa proposition de variation de masse. Pour une autre explication des expériences de Majorana, voir l'article de Coïsson, Mambriani et Podini.

## Opinions minoritaires
L'opinion générale de la communauté scientifique est que le blindage gravitationnel n'existe pas. Mais des recherches occasionnelles ont été menées sur ce sujet, comme l'article financé par la NASA en 1999 qui a rapporté des résultats négatifs,,. Eugène Podkletnov a affirmé dans deux articles, dont l'un a été retiré plus tard, que les objets maintenus au-dessus d'un disque rotatif supraconducteur à lévitation magnétique subissaient une réduction de poids comprise entre 0,5 et 2 %. Les théoriciens ont tenté de concilier les affirmations de Podkletnov avec la théorie de la gravité quantique,. En 2006, un groupe de recherche financé par l'ESA a affirmé avoir créé un dispositif similaire qui a démontré des résultats positifs pour la production de gravitomagnétisme, bien qu'il n'ait produit que 0,0001 g.

## Électrets
Dans son article de 1976, Électromagnétisme et gravitation, le physicien hongro-américain Edward Teller a discuté de l'expérimentation avec des électrets, ou des matériaux avec un moment dipolaire électrique permanent, près de leur point de transition pour découvrir la transition entre les états dipolaires. Le 9 juillet 1997, William Rhodes, un inventeur, a publié un article sur Usenet concernant la découverte d'un effet antigravité lié aux électrets. De plus, le Dr Martin Tajmar, physicien et professeur de systèmes spatiaux à l'Université de technologie de Dresde, a écrit un article sur la propulsion sans propulseur et fait de nombreuses références aux électrets. Un brevet pour un matériau atténuant la gravité qui utilise un matériau à base organique a été déposé par l'inventeur Ronald J. Kita,,.

## Théorie d'Einstein-Cartan
La théorie d’Einstein-Cartan semble rendre plausible le blindage gravitationnel.